# Bandera blanca

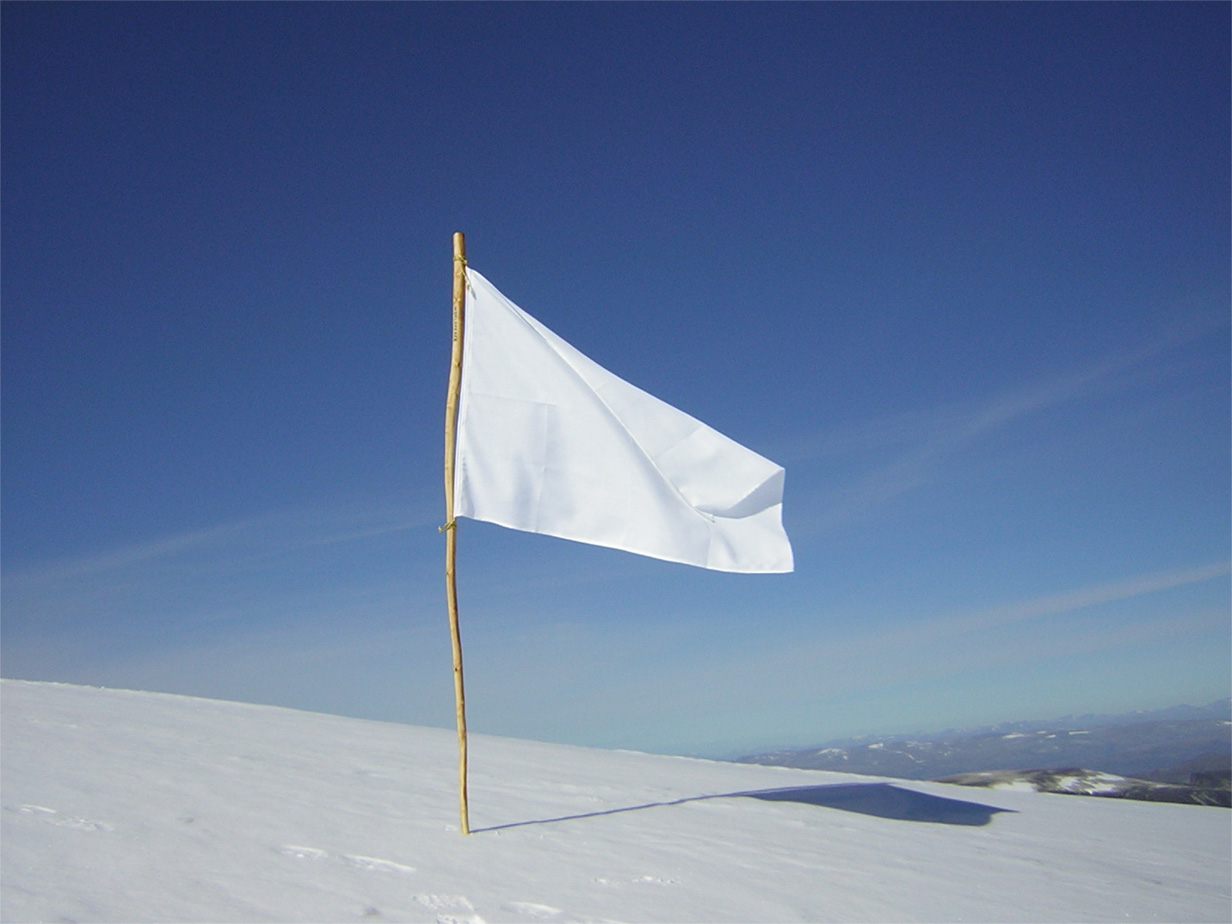
Bandera blanca.

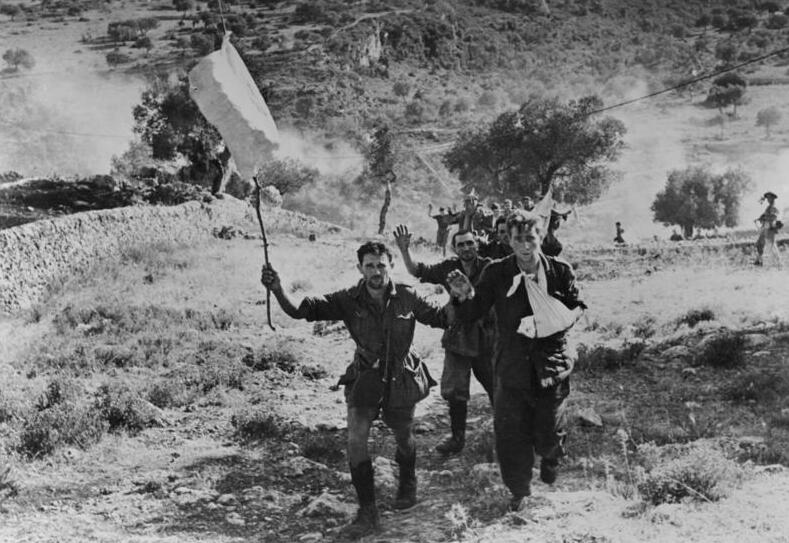
Soldats italians es rendeixen durant la invasió aliada de Sicília (1943)

La bandera blanca o bandera parlementària és una bandera internacional que simbolitza la voluntat de negociar, alto el foc o de rendició en períodes bèl·lics o en conflictes. Enganyar l'adversari amb l'estratègia de la bandera blanca, o bé executar els rendits quan s'apropen desarmats, constitueix un crim de guerra.
Va ser reconeguda per la Conferència de la Haia de 1899, 1907 i les Convencions de Ginebra, que així van integrar en el dret internacional, un costum que ja tenia una història de més de dos mil·lenis.
El 1625, el jurista Hugo Grotius en parla en el seu llibre De iure belli ac pacis (‘Les lleis de la guerra i de la pau’, un dels textos fonamentals del dret internacional), i la defineix com un «signe tàcit de crida a parlamentar, i serà tan obligatori com si s'expressés amb paraules».
Ja va ser utilitzada com a símbol per a la capitulació durant la dinastia Han (220 DC). Durant l'Imperi Romà l'historiador Tàcit en va fer esment com a símbol de la rendició dels legionaris l'any 109 DC; abans d'això, els romans indicaren la rendició posant-se els escuts sobre el cap.
L'explorador portuguès Gaspar Correia descriu que l'any 1502 el príncep indi samorin de Kozhikode va enviar alguns negociadors equipats amb un drap blanc lligat a un pal com a símbol de la pau per al seu enemic Vasco da Gama.

## Altres usos
- En curses de rem o de piragüisme significa significa que el jutge d'una competició confirma la validesa d'una acció o una cursa[6]
- Durant les curses de Fórmula 1, la bandera blanca indica que hi ha un vehicle lent a la pista, com ara un automòbil que s'està remolcant o un mitjà de servei o rescat.[7]
- Els talibans la van fer servir el 1996 com bandera nacional de l'Afganistan. L'any següent hi van afegir una xahada en negre.[8]
- A les escoles austríaques s'hissa quan els alumnes fan l'examen de batxillerat.
- La bandera blanca va onejar al palau oficial de París des de l'antic règim fins al 31 de juliol de 1830, i representava un símbol borbònic.

## En les arts
- Vidal Ferrando, Antoni. Bandera Blanca.  Proa, 1994, p. 42. ISBN 978-84-77397601. Recull de poesia.
- «Amistat, bandera blanca», sardana de Carles Soler i Canton de 1981
- Bandera blanca, àlbum de cançons de Ju de 2018[9]